# Sue Myrick
Sue Wilkins Myrick (nascida em 1 de agosto de 1941) é uma política da Carolina do Norte. É representante dos Estados Unidos pelo 9º distrito congressional da Carolina do Norte, desde 1995. Ela é membro do Partido Republicano. Ela é a primeira mulher republicana da Carolina do Norte a ser representante no Congresso.
É representante desde 1995, e em 7 de fevereiro de 2012, anunciou que iria se aposentar, deixando de se candidatar na eleição de 2012.